# ロイヤル・ビクトリア・ホテル (シュロップシャー)

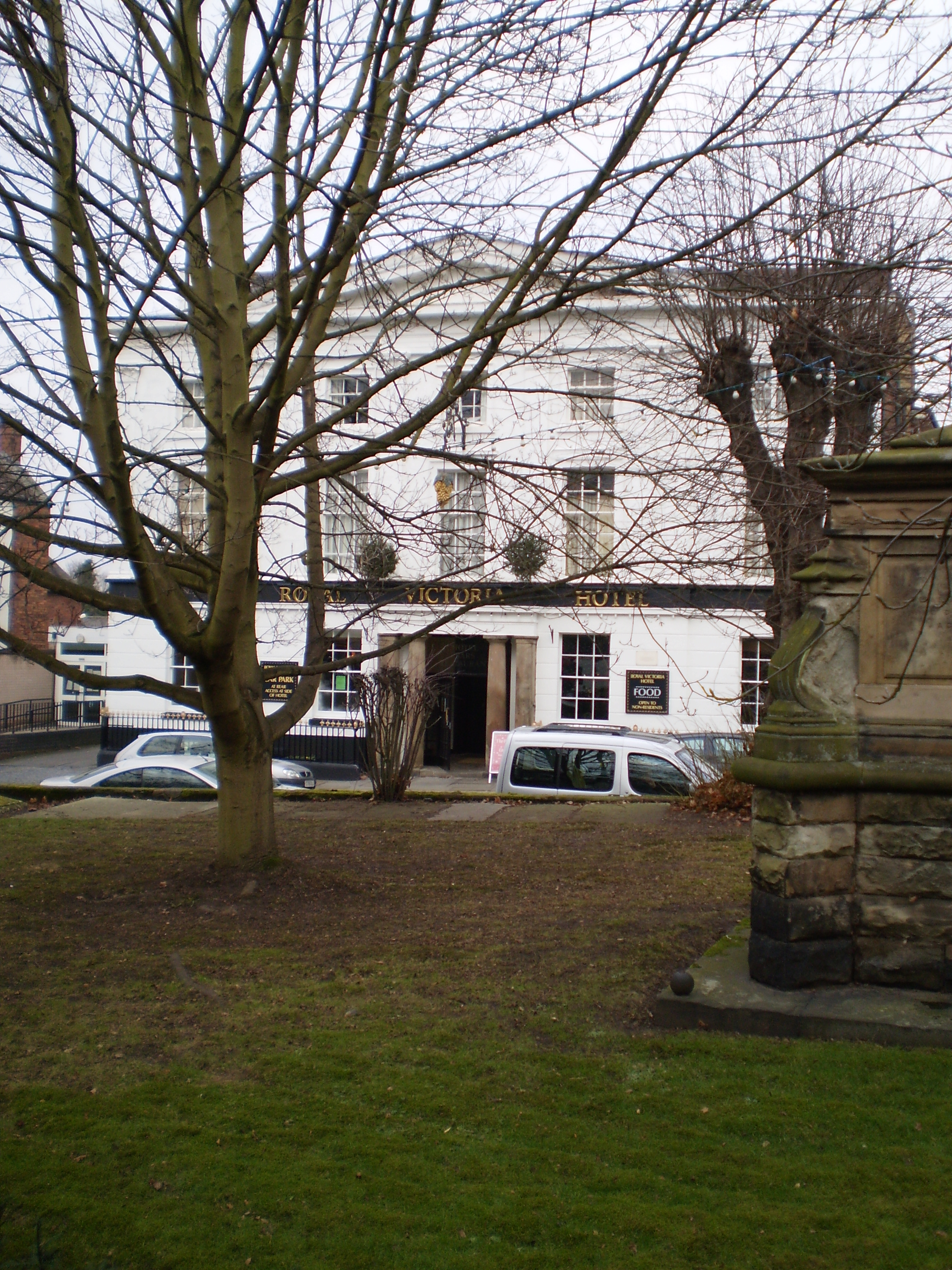
ロイヤル・ビクトリア・ホテル、2008年撮影。

ロイヤル・ビクトリア・ホテル (Royal Victoria Hotel) は、かつてイングランド西部シュロップシャー州ニューポートのセント・メアリズ・ストリート (St Mary’s Street) にあったホテル。

## 沿革
1930年に開業したこのホテルは、1832年に、当時「暫定王位継承者」だったヴィクトリア王女が母親であるケント公妃とともに訪れたのを機に「ロイヤル・ビクトリア・ホテル」と名を改めた。この時ヴィクトリアは、自ら新しいホテルの名を命名するとともに、ひと組の亀の甲羅を記念に贈ったという。
ホテルの本館はセント・メアリズ・ストリートに面して南向きに建っており、北側の背後には後から増築された建物と駐車場があって、ウォーター・レーン (Water Lane) 側にも面していた。
地元のニューポートの町では、結婚式や集会などに用いることができる唯一のホテルとして長く親しまれていた。
ロイヤル・ビクトリア・ホテルは、その後、指定建造物 (listed building) のグレード2に指定された。
もともと経営が困難に陥っているという噂は、少し前からあったとされるが、2014年には、従業員へ給与が支払われず、10月には施設が閉鎖される事態となった。この頃には、パブ・チェーンを展開するウェザースプーンが引き受けを検討しているとか、ハーパーアダムス大学の寮に転用してはどうかといった話も出たという。
2015年6月にはバーの営業が再開されたが、5ヶ月ほど後の11月4日に再び閉鎖され、その後、完全に空き家となった。
2016年には、管轄するテルフォード・アンド・リーキン市当局から開発が承認され、本館は7区画のアパートに改装され、背後の建物は解体されて21区画から成るテラスハウスが建設されることになった。本館のファサードは保全されることになった。